# Algar do Negro
A Algar do Negro é uma gruta portuguesa localizada na freguesia dos Altares, concelho de Angra do Heroísmo, ilha Terceira, arquipélago dos Açores.
Esta cavidade apresenta uma geomorfologia de origem vulcânica em forma de tubo de lava localizado em cone vulcânico com cratera vulcânica. Apresenta um comprimento de 16 m. por uma largura máxima de 15 m.
Devido às suas características geomorfológicas encontra-se classificada como fazendo parte da Rede Natura 2000.